# Mozeček

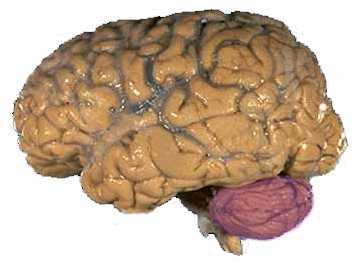
Lidský mozek s červeně zvýrazněným mozečkem

Mozeček (malý mozek, Cerebellum) je část mozku. Nachází se částečně mezi a částečně pod týlními laloky mozkových hemisfér. Vpředu přiléhá k střednímu mozku, Varolově mostu a prodloužené míše. S kmenovými strukturami CNS je na každé straně propojen třemi pedunkuly (horním, středním a dolním). Mozeček má stejně jako přední mozek vrstevnatou strukturu – na jeho povrchu je šedá hmota tvořená těly neuronů, uvnitř je bílá hmota tvořená nervovými vlákny. Povrchová šedá vrstva – mozečková kůra – je silně zvrásněná jemnými záhyby, které jsou do určité míry pravidelně a souběžně orientované. V řezu mozečkem toto uspořádání vytváří strukturu označovanou jako strom života (Arbor vitae). Hmotnost mozečku odpovídá asi 1/10 hmotnosti předního mozku, jeho povrch je však velký asi jako 3/4 povrchu předního mozku.
Mozeček zajišťuje koordinaci pohybů (jemných, přesných, rychlých) a udržování rovnováhy. Jeho činnost je podvědomá. Na rozdíl od hemisfér předního mozku kontrolují hemisféry mozečku stejnolehlou část těla (levá levou a pravá pravou). Svou modulační činností navíc ovlivňuje i poznávací funkce (např. zpracování vizuálních (zrakových) informací, myšlení) a řeč.
Mozeček není pokládán za životně důležitou součást mozku – lidé jsou schopni uspokojivě žít i při jeho vrozeném nevyvinutí (agenezi). Avšak jeho poškození v dospělosti může mít závažné trvalé následky v podobě neurologické poruchy zvané mozečková ataxie. Obdobnou poruchu způsobuje vliv nadměrného množství alkoholu na tuto část mozku v průběhu opilosti, jde např. o známé poruchy rovnováhy ("motání se") u opilců.

## Anatomie

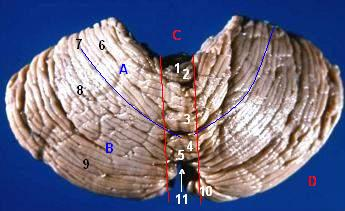
Anatomie zadní plochy mozečku.

Mozeček tvoří střední nepárová červovitá část (vermis) a dvě hemisféry.

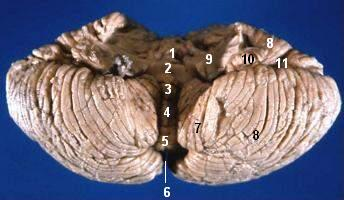
Anatomie přední plochy mozečku.

Podle původu se mozeček člení na tři oddíly:
1. Archicerebellum (vestibulární mozeček) – fylogeneticky nejstarší oddíl, k němuž patří lobulus floculonodularis a lingula, výlučně s vestibulární aferentací (dostředivými vlákny).
2. Paleocerebellum (spinální mozeček) – vpředu je tvořen lobulus centralis a jeho křídly, culmen a lobulus quadrangularis (pars anterior) a vzadu pyramis, lobulus biventer, uvula a tonsila. Vlákna sem přicházejí z míchy.
3. Neocerebellum (korový mozeček) – vývojově nejmladší část je tvořena oddíly: declive a lobulus quadrangularis (pars posterior), folium a lobulus semilunaris superior, tuber a lobulus semilunaris inferior. Ve fylogenezi se vyvíjí souběžně s mozkovou kůrou, z níž k němu přichází většina dostředivých vláken.

### Mozečková jádra (nuclei cerebelli)
jsou lokalizována v hloubce, tvoří čtyři skupiny a vznikají ze společného základu nucleus cerebelli.
Rozlišujeme:
1. Nucleus fastigii – fylogeneticky nejstarší, přijímá vlákna z Purkyňových buněk spinálního mozečku a promítá se (své odstředivá vlákna směřuje) do retikulární formace prodloužené míchy – ovlivňuje posturální reflexy.
2. Nucleus dentatus – vlákna přijímá z Purkyňových buněk korového mozečku, axony vysílá do ventrolaterálního jádra thalamu, odkud pokračují do 4. a 6. oblasti (Brodmannova area 4 a 6) frontální motorické kůry. Tato jádra jsou přítomná i u nejnižších savců.
3. Nucleus emboliformis – aferentní axony přicházejí z Purkyňových buněk spinálního i korového mozečku, eferentní vlákna se promítají do retikulární formace středního mozku a do nucleus ruber.
4. Nucleus globosus – aferentace přichází z Purkyňových buněk spinálního mozečku a eferentace se projikuje do stejných oblastí jako u nc. emboliformis.

### Kůra mozečku (cortex cerebelli)

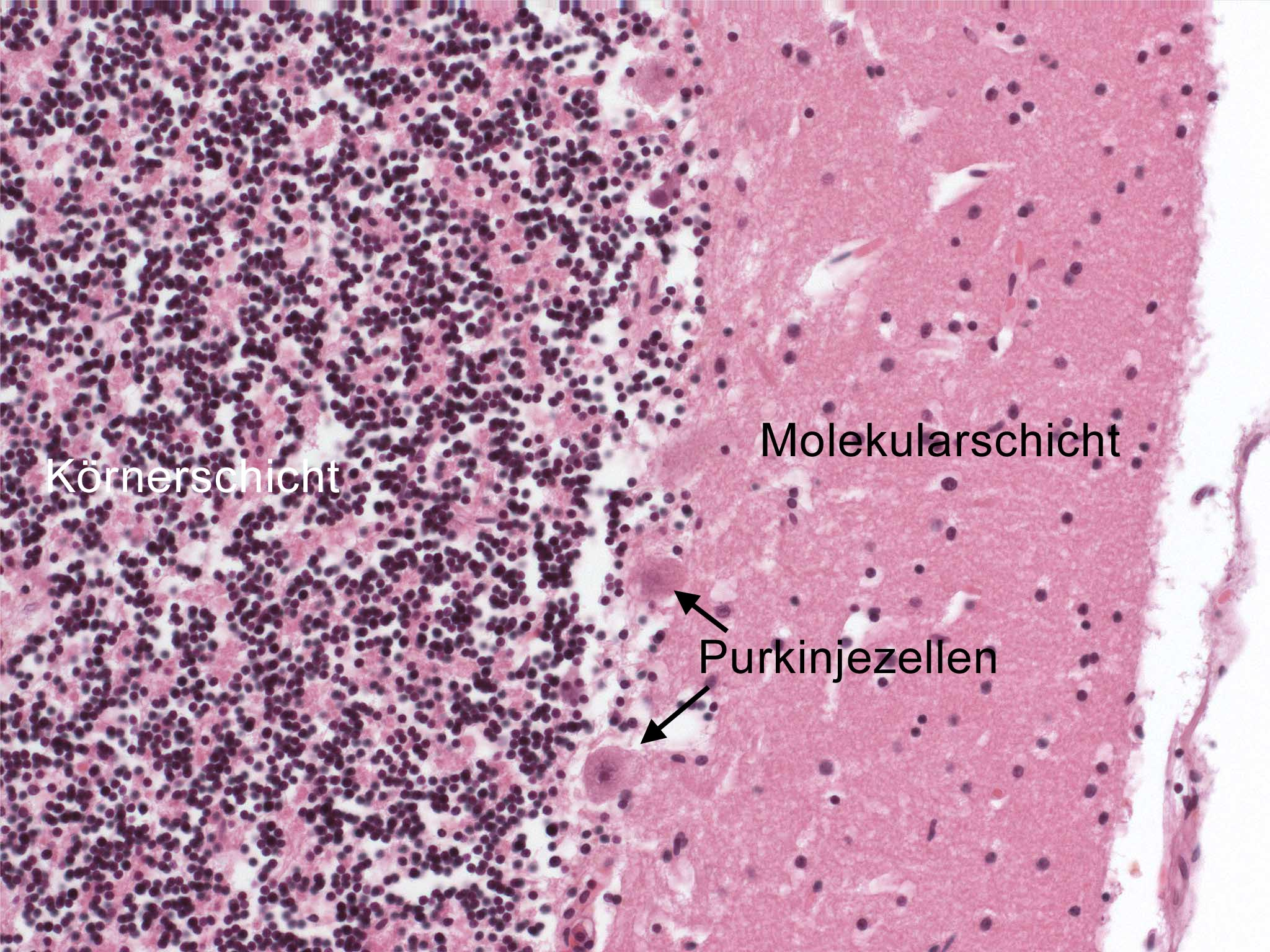
Histologie kůry mozečku (barvení hematoxylin-eozín).

je na rozdíl od mozkové kůry histologicky homogenní. Je členěna do tří vrstev:

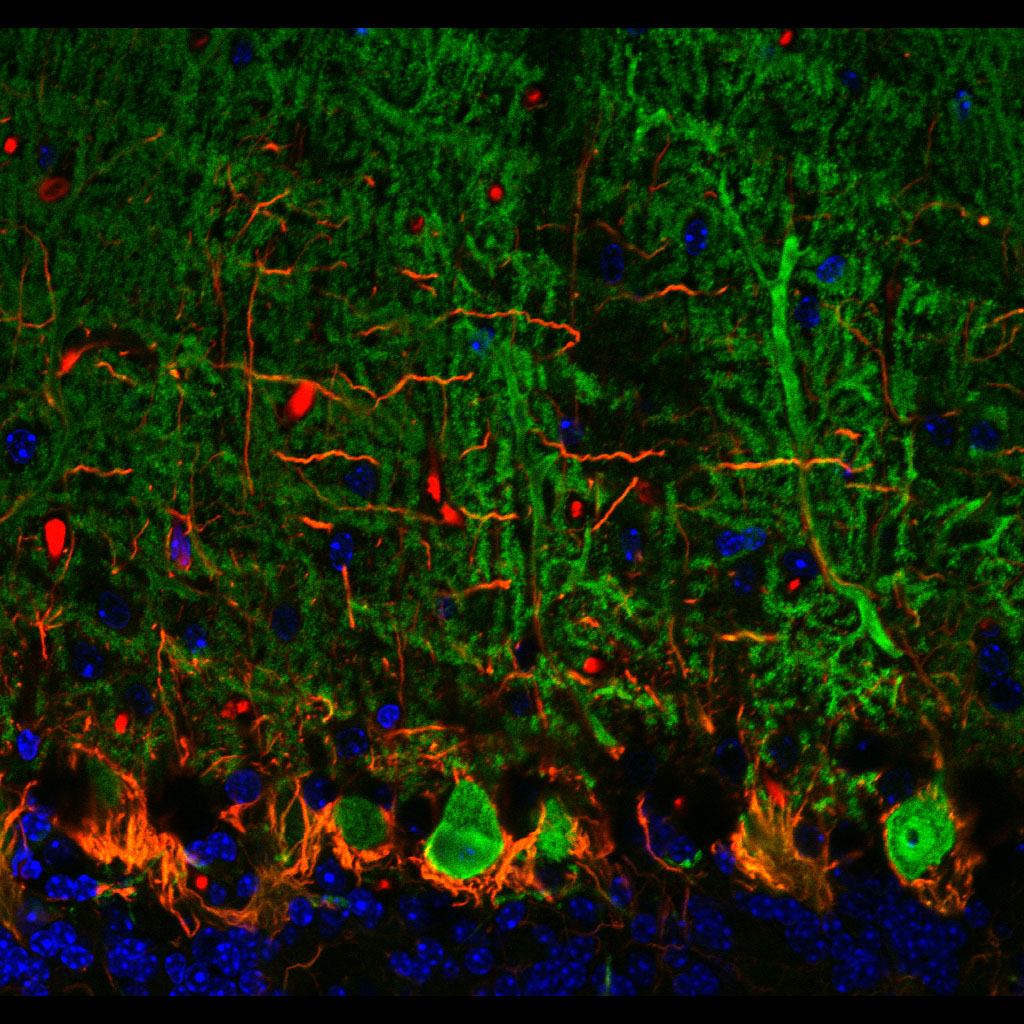
Velké Purkyňovy buňky (zeleně) u myši.

I. Stratum moleculare zevní vrstva, obsahuje košíčkové buňky, jejichž axony propojují několik dalších Purkyňových buněk.

II. Stratum gangliosum (vrstva Purkyňových buněk) – obsahuje velké buňky lahvovitého tvaru s axony, které jsou jedinými eferentními vlákny mozečkové kůry a vedou k mozečkovým jádrům. Dendrity těchto buněk se mohutně větví v molekulární vrstvě.

III. Stratum granulosum – je tvořeno zrnitými buňkami, jejichž axony míří do molekulární vrstvy, kde se větví.
Mozečková kůra je spojena s aferentními vlákny přicházejícími z bílé hmoty a projektuje se do kmene, thalamu a mozkové kůry. Neurotransmitery jsou u šplhavých vláken excitační kyseliny – glutamová a aspargová. Inervace z locus coeruleus je noradrenergní, z nc. ruber serotonergní. Vlastní buňky mozečkové kůry používají pro přenos vzruchu hlavně GABA (γ-aminomáselná kyselina).

### Spoje mozečku
A. Dostředivé (aferentní) spoje:
a) Dráhy spinálního původu – tractus spinocerebellaris dorsalis a tractus spinocerebellaris ventralis vedou vzruchy z proprioreceptorů a exteroreceptorů.
b) Dráhy bulbopontomezencefalického původu:
- z nc. cuneiformis
- z jader nervus trigemini (V. hlavového nervu)
- z vestibulárních jader
- z retikulárních jader
- z olivárních jader (promítají se na protilehlou mozečkovou kůru)
- z tekta (vedou zrakovou a sluchovou aferentaci cestou colliculus superior et inferior)
- spoje rubroceleberální

c) Dráhy kortikopontocerebelární – propojují mozkovou kůru s postranními neocerebelárními oddílymozečku. Většina eferentních spojů se přepojuje v mozečkových jádrech.
d) Krátké kortikofugální dráhy – nc. fastigii přijímá spoje od střední části vermis, nc. emboliformis a globosus z oblasti paravermis, nc. dentatus je zásoben z laterálních oblastí.
e) Dlouhé kortikofugální dráhy – směřují k vestibulárním jádrům a k retikulární formaci prodloužené míchy, a to bez přerušení. Tvoří v porovnání s ostatními drahami menšinu.
f) Dráhy z cerebelárních jader:
- z nc. fastigii jdou dvě skupiny fastigiobulbárních vláken k vestibulárním jádrům (jedna přímo, druhá zkříženě), k retikulární formaci prodloužené míchy a mostu a k jádrům V., VI., VII., X., a XII. hlavového nervu.
- z jader ncc. emoliformis, globosus a dentatus vedou spoje do oblasti nc. ruber a odtud pak k nc. ventrolateralis thalami a dále až do mozkové kůry.

### Mozečkové projekce
Mozečková kůra má dva systémy somatických projekcí s obrácenou somatotopií. První je ipsilaterální (tj. na stejné straně), umístěná na lobulus quadrangularis (pars anterior a zčásti i na p. posterior). Druhá projekce je bilaterální (na obou stranách), umístěná v lobulus semilunaris superior et inferior.
Zraková a sluchová projekce se vzájemně překrývají, takže se mluví o audiovizuální oblasti. Je lokalizována v částech folium, tuber a lobuli semilunares, tedy v neocerebelu.
Čich je umístěn v laterální oblasti paleocerebela.
Projekce X. hlavového nervu (n. vagus) a splanchniku je v oblasti somestetické projekce.

## Funkce
1. Archicerebellum zpracovává informace z vestibulárního aparátu (sacculus, utriculus a semilunární kanálky). Je nadřazeno vestibulospinální dráze a kontroluje stoj a rovnováhu. Jeho vyřazení znemožňuje udržet vzpřímený postoj, ale zároveň s tím odstraňuje i projevy kinetózy (mořská, letadlová nemoc). Dysfunkce může způsobit poruchy chůze, která je vrávoravá a na široké základně.
2. Paleocerebellum zpracovává taktilní (hmatové), propriorecepční, sluchové a zrakové aferentace (přicházející signály). Reguluje svalové napětí (tonus) a extenzorové reflexy. Je spojovacím článkem α- a γ-systému, nezbytným pro udržení svalového tonu. Zhoršená aktivita či ablace (odstranění) lobulus quadrangularis (pars anterior) potlačí γ-výboje k intrafuzálním vláknům svalových vřetének a nadměrná aktivita α-motoneuronů, které již nejsou reflexně ovládány γ-vlivy, způsobí zvýšení svalového tonu. 
Aktivuje inhibiční sestupný systém retikulární formace.
3. Neocerebellum je propojeno s motorickými oblastmi mozkové kůry (Brodmannovy arey 4 a 6). Odtud a ze spánkové kůry směřují dráhy přes jádra mostu do protilehlé mozečkové hemisféry. Z nc. dentatus vystupuje pedunculus cerebelli a po přepojení v thalamu vlákna směřují do precentrální kůry (před sulcus Rolandi). Těmito cerebro-cerebelo-cerebrálními okruhy je vzájemně ovlivňována aktivita předního mozku a mozečku. Každá mozečková polokoule působí na protilehlou polokouli mozku. Motorická kůra mozku řídí pyramidovou dráhou pohyby protilehlé poloviny těla. Tím vzniká dvojí křížení (v pyramidové dráze a v horním mozečkovém pedunkulu), a tak každá mozečková hemisféra kontroluje volní pohyby na stejné polovině těla. Kromě toho přijímá neocerebelum i míšní aferentaci z proprioreceptorů a exteroreceptorů.

Mozeček tedy koordinuje pohyby, dostává informace ze svalů o kortikospinální aktivitě a téměř současně také zprávy z proprioreceptorů o výsledných svalových pohybech. Tyto údaje pak srovnává s informacemi přicházejícími z oka, ucha a hmatových receptorů.
Mozeček se podílí na řízení:
- udržování stoje a rovnováhy (archicerebellum)
- svalového napětí kosterního svalstva (paleocerebellum)
- koordinace pohybů (neocerebellum)

Všechny tři oddíly pracují jako jeden funkční celek.

## Poškození mozečku
Mozečková ataxie je postižení hybného aparátu. Hlavními příznaky jsou:
a) Poruchy stoje – zvláště významné jsou při stoji na úzké základně (nohy u sebe), kdy pacient s mozečkovým poškozením kolísá (titubuje). Často padá, většinou dozadu. Při zavření očí se poruchy nezhoršují.
b) Poruchy volních pohybů:
- pohybová slabost (astenie) – v jejím důsledku jsou pohyby velmi pomalé
- pohybová nekoordinovanost – u složitějších pohybů (adiadochokineze)
- pohyby jsou špatně směrovány (dysmetrie)
- pohyb se rozpadá – na několik fází (dekompozice)
- intenční třes – tj. třes při cíleném pohybu, zřetelný zvláště na začátku volního pohybu
- klikatá chůze – postižený stále uhýbá na poškozenou stranu
- nezřetelná řeč – pomalá
- nystagmus – kmitavé pohyby očních bulbů